# 長崎市立野母崎小学校
長崎市立野母崎小学校（ながさきしりつ のもざきしょうがっこう、Nagasaki City Nomozaki Elementary School）は長崎県長崎市（旧・西彼杵郡野母崎町）野母町にある公立小学校。

## 概要
歴史
長崎市野母崎地区（旧・野母崎町）の小学校4校が統合され開校した。
学校教育目標
- 「豊かな心、健やかな体、確かな学力をもつ児童の育成」

校章
- 水仙の花をモチーフにしている。

校区
以下宿町、黒浜町、高浜町、南越町、野母崎樺島町、野母町、脇岬町

## 沿革
- 2010年（平成22年）
  - 4年1月 - 下記の4校を統合し、「長崎市立野母崎小学校」（現校名）が開校。校舎は野母小学校校舎を利用。
    - 長崎市立高浜小学校（たかはま）
    - 長崎市立野母小学校（のも）
    - 長崎市立脇岬小学校（わきみさき）
    - 長崎市立樺島小学校（かばしま）
- 2014年（平成26年）4月1日 - 長崎市立野母崎中学校と施設一体型の小中一貫教育「青潮学園」を開始。
  - 新校舎は野母崎中学校の校地に完成し、所在地が「野母町1番地」となる。

## アクセス
最寄りのバス停
- 長崎バス 「野母」バス停

最寄りの道路・交差点
- 国道499号、長崎県道34号野母崎宿線

## 周辺
- 長崎市役所野母崎行政センター（旧 野母崎町役場）
- 野母郵便局
- 野母漁港